# Procopius (chi nhện)
Procopius là một chi nhện trong họ Corinnidae.

## Các loài
- Procopius aeneolus Simon, 1903
- Procopius aethiops Thorell, 1899
- Procopius affinis Lessert, 1946
- Procopius ensifer Simon, 1910
- Procopius gentilis Simon, 1910
- Procopius granulosus Simon, 1903
  - Procopius granulosus helluo Simon, 1910
- Procopius laticeps Simon, 1910
- Procopius luteifemur Schmidt, 1956
- Procopius quaerens Lessert, 1946
- Procopius vittatus Thorell, 1899